# 1600년대
1600년대는 1600년부터 1609년까지를 가리킨다.